# オルガ・カニスキナ
オルガ・カニスキナ（Olga Nikolaevna Kaniskina ロシア語: Ольга Николаевна Каниськина; 1985年1月19日 - ）は、ロシアの陸上競技選手、専門は競歩。2006-2009年女子20km競歩世界ランキング1位。2008年北京オリンピック女子20km競歩金メダリスト。2006年ヨーロッパ陸上競技選手権大会20km競歩で銀メダルを獲得した後、世界陸上競技選手権では大阪大会・ベルリン大会・大邱大会の3度優勝を飾った（しかし2009年・2011年はドーピングのため剥奪）。

## 略歴
カニスキナは2006年IAAFワールドカップ競歩で5位に入った後、同年のヨーロッパ陸上競技選手権大会では2位となり主要大会ではじめてとなるメダルを獲得した。翌2007年8月の世界陸上競技選手権大阪大会女子20km競歩では、同じロシア代表のタチアナ・シェミャキナ以下を抑えて優勝し、国際大会での最初のタイトルを獲得した。
2008年2月、ロシア選手権において優勝する。1時間25分11秒を記録して、2005年8月にオリンピアダ・イワノワが残した女子20km競歩の世界記録1時間25分41秒を上回った。しかし、この大会ではロシア人が審判員を占め、IAAFが記録公認の条件として規定する国際審判員3名以上が含まれていなかったため、この記録は世界記録としては公認されなかった。また同年5月チェボクサルで開催されたIAAFワールドカップ競歩女子20kmでは、1時間25分42秒の大会新記録を樹立して優勝した。
2008年8月21日、北京オリンピック20km競歩において1時間26分31秒を記録し、ヒャシュティ・プレッツェルを36秒引き離して優勝した。また王麗萍が2000年シドニーオリンピックで樹立したオリンピック記録1時間29分05秒を更新した。
2009年8月、世界陸上競技選手権ベルリン大会20km競歩で優勝し、女性として初となる連覇を達成した。同じViktor Cheginコーチから指導を受けるワレリー・ボルチンは古くからの友人である。
2012年ロンドンオリンピック20km競歩では、スタートからハイペースで歩き続け、終盤まで大きくリードしていた。しかしゴール直前でエレーナ・ラシュマノワに抜かれ、銀メダルとなった。
カニスキナは2015年1月生体パスポートを用いたドーピング検査で異常値を示したとして2012年末より3年2カ月の資格停止処分を受けた。

## 主な戦績
| 年度 | 大会名                       | 開催地         | 種目     | 順位 | 記録          | 備考   |
| ---- | ---------------------------- | -------------- | -------- | ---- | ------------- | ------ |
| 2006 | IAAFワールドカップ競歩       | ア・コルーニャ | 20km競歩 | 5位  | 1時間28分59秒 |        |
| 2006 | ヨーロッパ陸上競技選手権大会 | イェーテボリ   | 20km競歩 | 2位  | 1時間28分35秒 |        |
| 2007 | 世界陸上競技選手権大会       | 大阪           | 20km競歩 | 優勝 | 1時間30分09秒 |        |
| 2008 | IAAFワールドカップ競歩       | チェボクサル   | 20km競歩 | 優勝 | 1時間25分42秒 | 大会新 |
| 2008 | 北京オリンピック             | 北京           | 20km競歩 | 優勝 | 1時間26分31秒 | 五輪新 |
| 2009 | 世界陸上競技選手権大会       | ベルリン       | 20km競歩 | 失格 |               |        |
| 2010 | ヨーロッパ陸上競技選手権大会 | バルセロナ     | 20km競歩 | 失格 |               |        |
| 2011 | 世界陸上競技選手権大会       | 大邱           | 20km競歩 | 失格 |               |        |
| 2012 | ロンドンオリンピック         | ロンドン       | 20km競歩 | 失格 |               |        |

## 記録
- 10km競歩 - 41分42秒（2009年）
- 20km競歩 - 1時間24分56秒（2009年）

## 脚注

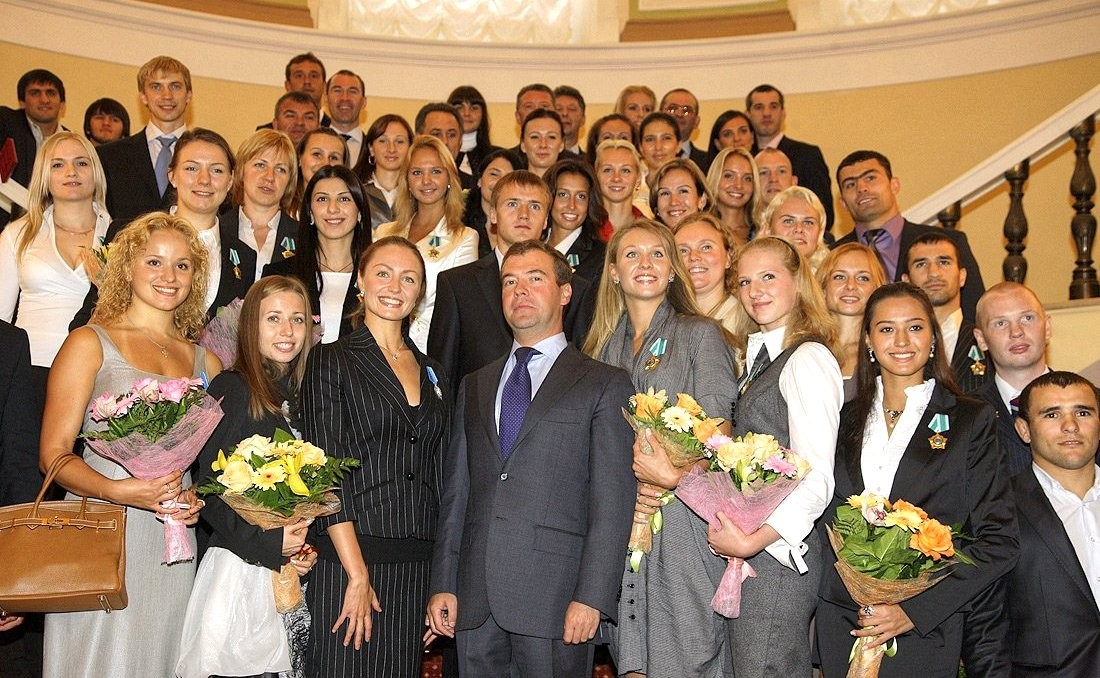
北京オリンピックロシアメダリストたちとメドヴェージェフ大統領を囲んで（前列左から2人目）

## 外部サイト
- オルガ・カニスキナ - Olympedia（英語）
- オルガ・カニスキナ - ワールドアスレティックスのプロフィール（英語）
- TBS「世界陸上ベルリン」　オルガ・カニスキナ